# Landelijk Operationeel Coördinatie Centrum
Het Landelijk Operationeel Coördinatie Centrum (LOCC) is een Nederlandse organisatie die hulpdiensten en crisisorganisaties ondersteunt in geval van een brand, ramp of crisis of van ernstige vrees voor het ontstaan daarvan. In samenwerking met de verschillende hulpdiensten en organisaties worden de betrokken partijen voorzien van actuele informatie.
Het bevoegde gezag, zoals een burgemeester of een voorzitter van een veiligheidsregio, kan bij het LOCC een verzoek indienen voor bijstand, d.w.z. de inzet van mensen, middelen en capaciteiten. Daaronder valt ook bijstand op grond van de Wet veiligheidsregio's en de Politiewet 2012. De organisatie zetelt in Zeist.

## Geschiedenis
Aanleiding voor de oprichting van het LOCC waren onder andere de vuurwerkramp in Enschede (2000) en de cafébrand in Volendam (2001). Overheidsdiensten werkten bij crises dikwijls langs elkaar heen en de onderlinge communicatie was problematisch. Er was behoefte aan een sturende, bovenregionale en landelijke coördinatie en informatievoorziening in geval van rampen of crises. In 2003 werd daarom door minister Remkes begonnen met de plannen voor een landelijk centrum en een jaar later werd het Landelijk Operationeel Coördinatie Centrum aangekondigd. Het centrum werd in 2005 geopend in Driebergen, in de buurt van het hoofdkwartier van de politie.
Vanaf het begin kampte het LOCC met problemen. Zo werd de organisatie door de hulpdiensten nauwelijks gebruikt tijdens oefeningen. De landelijke overheid verschoof tevens de focus bij rampenbestrijding richting de veiligheidsregio's en de burgemeesters. In 2015 werd de Landelijke Operationele Staf van het LOCC opgeheven en werd het LOCC een adviesdienst. Een jaar later werd het hoogste niveau van crisisbeheersing – GRIP Rijk – afgeschaft, waardoor het LOCC geen centrale, sturende rol meer zou spelen bij crises.

## Organisatiestructuur
De organisatie valt onder het Directoraat-Generaal Politie en Veiligheidsregio’s van het ministerie van Justitie en Veiligheid. Medewerkers zijn afkomstig van verschillende hulpdiensten en crisispartners zoals Politie, Brandweer, Defensie, GHOR, Veiligheidsregio’s, gemeenten, NCTV en het RIVM.

## Taken
- Ondersteunen van crisisorganisaties in geval van een brand, ramp of crisis of van ernstige vrees voor het ontstaan daarvan[3][4][5]
- Landelijk beeld: tijdens rampen en crises verzorging van  een landelijk beeld met overzicht van actuele en relevante informatie voor de betrokken crisisorganisaties.[6]
- Bijstandscoördinatie: coördineren van aanvragen voor bijstand (mensen, middelen en/of capaciteiten)[7]
- Repatriëring: coördinatie van de opvang van evacués uit het buitenland naar Nederland, gedurende een periode van 72 uur vanaf de aankomst in Nederland.
- Host Nation Support Civiel: coördinatie en ondersteuning bij hulp vanuit het buitenland aan Nederland via het EU Civil Protection Mechanism.
- EU Civil Protection: selectie, opleiding en coördinatie van Nederlandse experts die ingezet kunnen worden voor internationale hulp vanuit het EU Civil Protection Mechanism.
- Bijstandscoördinatie Caribisch deel van het Koninkrijk der Nederlanden: ondersteuning vanuit Nederland, in nauwe samenwerking met het Nationaal Crisiscentrum (NCC) dat optreedt als centraal loket.